# ذبنانة (العدين)

تعديل مصدري - تعديل

ذبنانة محلة تابعة لقرية الزنجي، التابعة لعزلة العمارنة بمديرية العدين إحدى مديريات محافظة إب في الجمهورية اليمنية، بلغ تعداد سكانها 32 حسب تعداد اليمن لعام 2004.